# Jozefa
Jozefa je žensko osebno ime.

## Izvor imena
Ime Jozefa je različica ženskega osebnega imena Jožefa.

## Pogostost imena
Po podatkih Statističnega urada Republike Slovenije je bilo na dan 31. decembra 2007 v Sloveniji število ženskih oseb z imenom Jozefa: 367.

## Osebni praznik
Osebe z imenom Jozefa lahko godujejo takrat kot osebe z imenom Jožefa.